# William S. Sessions
 (février 2022).
William Steele Sessions (27 mai 1930 - 12 juin 2020) est un avocat et juriste américain et directeur du Federal Bureau of Investigation. Sessions a été directeur du FBI de 1987 à 1993, date à laquelle il a été démis de ses fonctions par le président Bill Clinton.

## Biographie

### Service judiciaire fédéral
Sessions est nommé par le président Gerald Ford le 11 décembre 1974 à un siège au tribunal de district des États-Unis. De 1980 à 1987, Sessions est juge en chef du tribunal de district américain de l'ouest du Texas. Il est également membre du conseil d'administration du Centre judiciaire fédéral de 1980 à 1984. Il démissionne afin d'être disponible pour un poste dans l'administration Reagan (directeur du FBI).

### Directeur du FBI (1987–1993)
Après une recherche de deux mois, Sessions est nommé pour succéder à William H. Webster en tant que directeur du FBI par le président Ronald Reagan. Il prête serment le 2 novembre 1987.
Le 20 juillet 1993, le président Clinton nomme Louis Freeh à la direction du FBI ; William S. Sessions démissionne.

### Carrière ultérieure
William Sessions était l'avocat américain de Semion Moguilevitch, le « patron des patrons » de la mafia russe, et un membre de la liste des fugitifs les plus recherchés du FBI, avec des liens étroits avec Vladimir Poutine,,.

## Vie personnelle et mort
En 1952, Sessions épouse Alice Lewis avec qui il a quatre enfants : William L., Pete, Mark et Sara. Alice Lewis décède en 2019.
Sessions meurt le 12 juin 2020 à son domicile de San Antonio, âgé de 90 ans,.